# Les Aventures de Werner Holt (film)
Pour plus de détails, voir Fiche technique et Distribution.
Les Aventures de Werner Holt (Die Abenteuer des Werner Holt) est un drame est-allemand réalisé par Joachim Kunert (de), sorti en 1965.
Connu comme pamphlet pacifiste, cette adaptation cinématographique du roman homonyme de Dieter Noll (de) a fait 3 millions d'entrées en Allemagne de l'Est. C'est un des rares films est-allemands à être sorti en Allemagne de l'Ouest et en France.

## Synopsis
Deux amis âgés de 17 ans, Werner Holt et Gilbert Wolzow, quittent l’école pour rejoindre l’armée allemande. Alors que Gilbert se fanatise de plus en plus au rythme des combats sur la ligne de front, Werner commence à voir l’absurdité de la guerre. Quand Gilbert est pendu par les SS, Werner décide de retourner contre sa propre armée.

## Fiche technique
- Titre original : Die Abenteuer des Werner Holt
- Titre français : Les Aventures de Werner Holt
- Réalisateur : Joachim Kunert (de)
- Scénario : Joachim Kunert (de) et Claus Küchenmeister (de) d'après le roman homonyme de Dieter Noll (de)
- Photographie : Rolf Sohre (de)
- Montage : Christa Helwig (de)
- Musique : Gerhard Wohlgemuth (de)
- Sociétés de production : Deutsche Film AG
- Pays de production :  Allemagne de l'Est
- Langue de tournage : allemand
- Format : Noir et blanc - Son mono - 35 mm
- Durée : 164 minutes (2h44)
- Genre : Drame
- Dates de sortie :
  - Allemagne de l'Est : 4 février 1965
  - Allemagne de l'Ouest : 6 septembre 1966
  - France : 21 avril 1971

## Distribution
- Klaus-Peter Thiele : Werner Holt
- Manfred Karge : Gilbert Wolzow
- Arno Wyzniewski : Sepp Gomulka
- Günter Junghans : Christian Vetter
- Peter Reusse : Peter Wiese
- Dietlinde Greiff : Marie Krüger
- Angelica Domröse : Uta Barnim
- Maria Alexander : Gertie Ziesche
- Monika Woytowicz : Gundel Thieß
- Wolfgang Langhoff : Le professeur Holt
- Wolf Kaiser : Général Wolzow
- Erika Pelikowsky : Mme Wolzow
- Martin Flörchinger : L'avocat Gomulka
- Helga Göring : Mme Gomulka
- Ingeborg Ottmann : Mme Wiese
- Norbert Christian : Knaack
- Kurt Steingraf : Le directeur Maaß
- Hans:Joachim Hanisch : Sergent Gottesknecht
- Adolf Peter Hoffmann : Capitaine Kutschera
- Herbert Körbs : Le Général